# ورساد

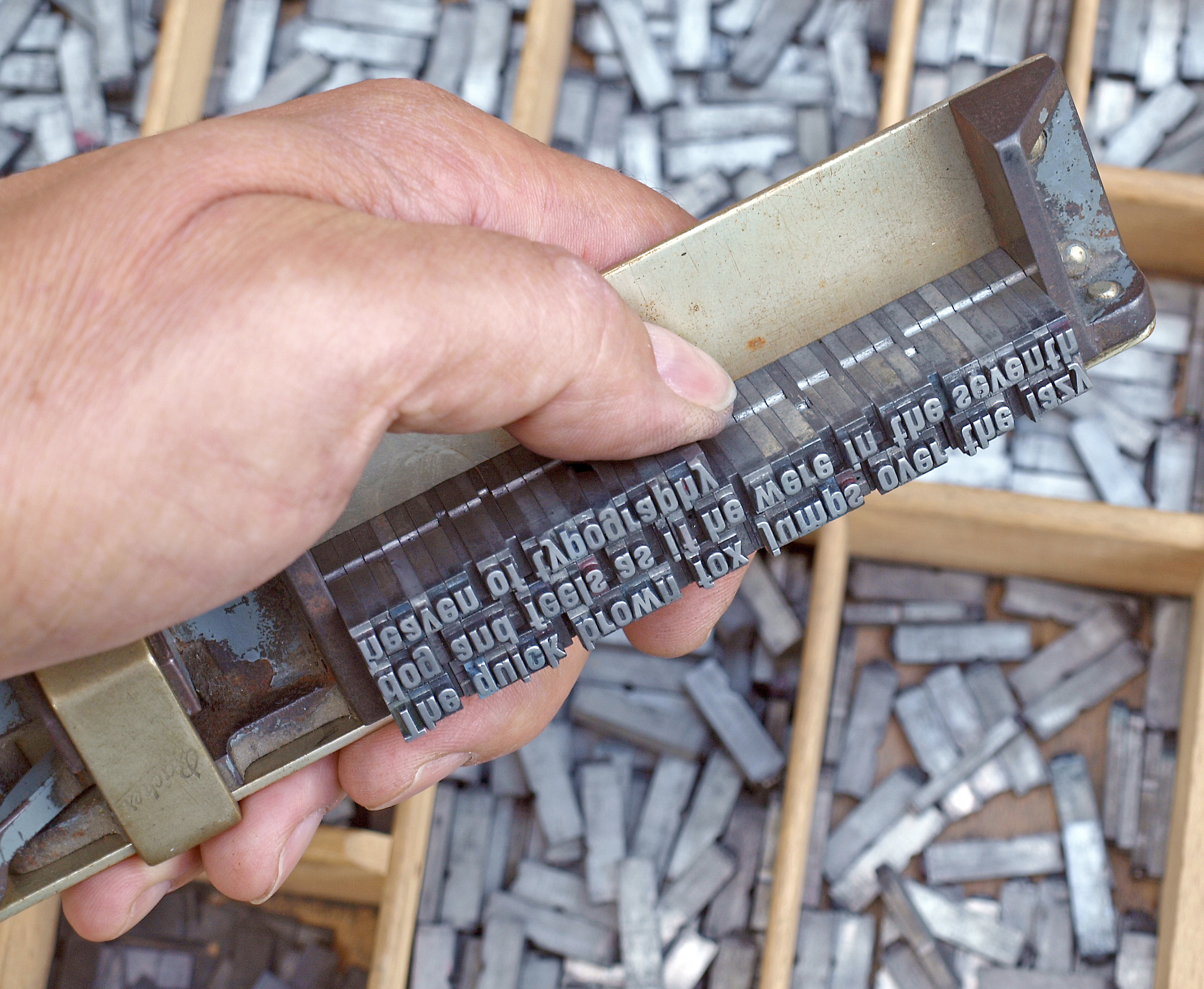
ورساد سینی حروف است که حرف‌های سربی در آن چیده می‌شوند.

وِرساد یا سینی حروف‌چینی ابزاری است برای حروف‌چینی دستی که عرض آن بر حسب طول سطر کم و زیاد می‌شد. ورساد وام‌واژه‌ای است از روسی که شکل اصلی روسی آن «ورستاتکا» (верстатка) است.
جعبه‌ای خانه‌خانه که حروف چاپ دستی را برای حروف‌چینی در آن قرار می‌دهند گارسه نام دارد.
در حروف‌چینی سربی، حرف‌ها، در خانه‌ها مکعبی (گارسه) به تفکیک در اختیار حروف‌چین است. وی از روی متن، حرف‌ها را یکی یکی از خانه‌ها برمی‌دارد و در سینی مخصوصی (ورساد) کنار هم می‌چیند. نمونه سپس غلط‌گیری می‌شود و حروف‌چین حرف‌های غلط را از ستون، بیرون می‌کشد و حرف‌های درست را به جای آنها می‌گذارد. سپس این ستون‌های غلط‌گیری شده، در مرحلهٔ بعد صفحه‌بندی می‌شوند و پیش از چاپ یک بار دیگر از تمام صفحه نمونه‌گیری و غلط‌گیری صورت می‌گیرد.
سرب باریکی که در حروف‌چینی دستی میان هر دو سطر می‌نهند تا فاصله مطلوب پیدا شود اشپون نامیده می‌شود.